# Chevratte
De Chevratte (of ruisseau des Forges) is een Belgisch riviertje in de Gaumestreek. Ze ontspringt op een hoogte van 350 meter te Bellefontaine en mondt uit in de Ton te Dampicourt op een hoogte van 200 meter.